# Bal des Quat'z'Arts

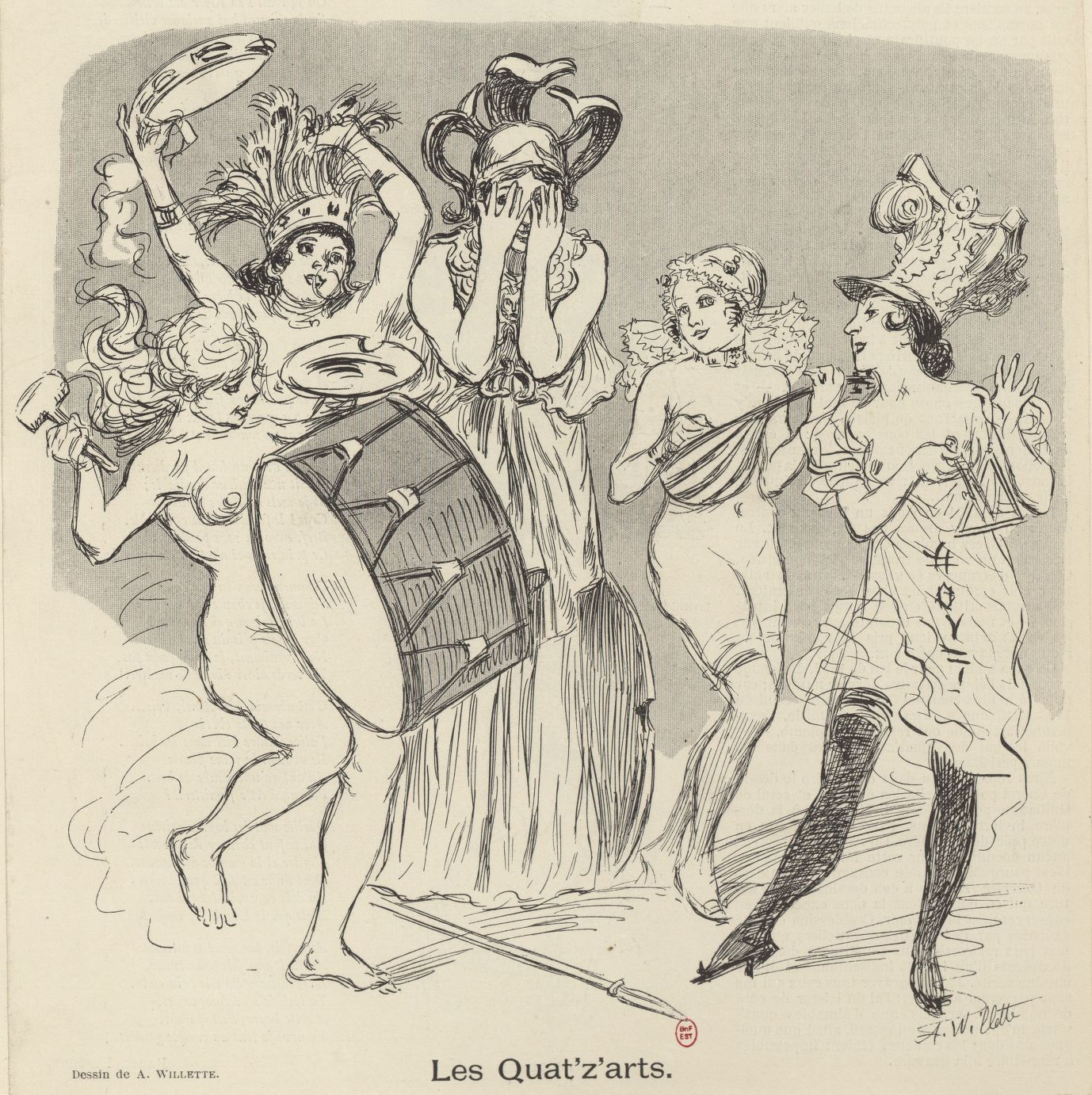
Il bal des Quat'zarts in un disegno di Adolphe Willette.

Il Bal des Quat'z'Arts ("Ballo delle Quattro Arti") fu un ballo annuale organizzato a Parigi dal 1892 al 1966.
L'evento originale venne organizzato da Henri Guillaume, professore di Architettura dell' École nationale supérieure des Beaux-Arts per gli studenti dei corsi di architettura, pittura, scultura e incisione.

## Storia

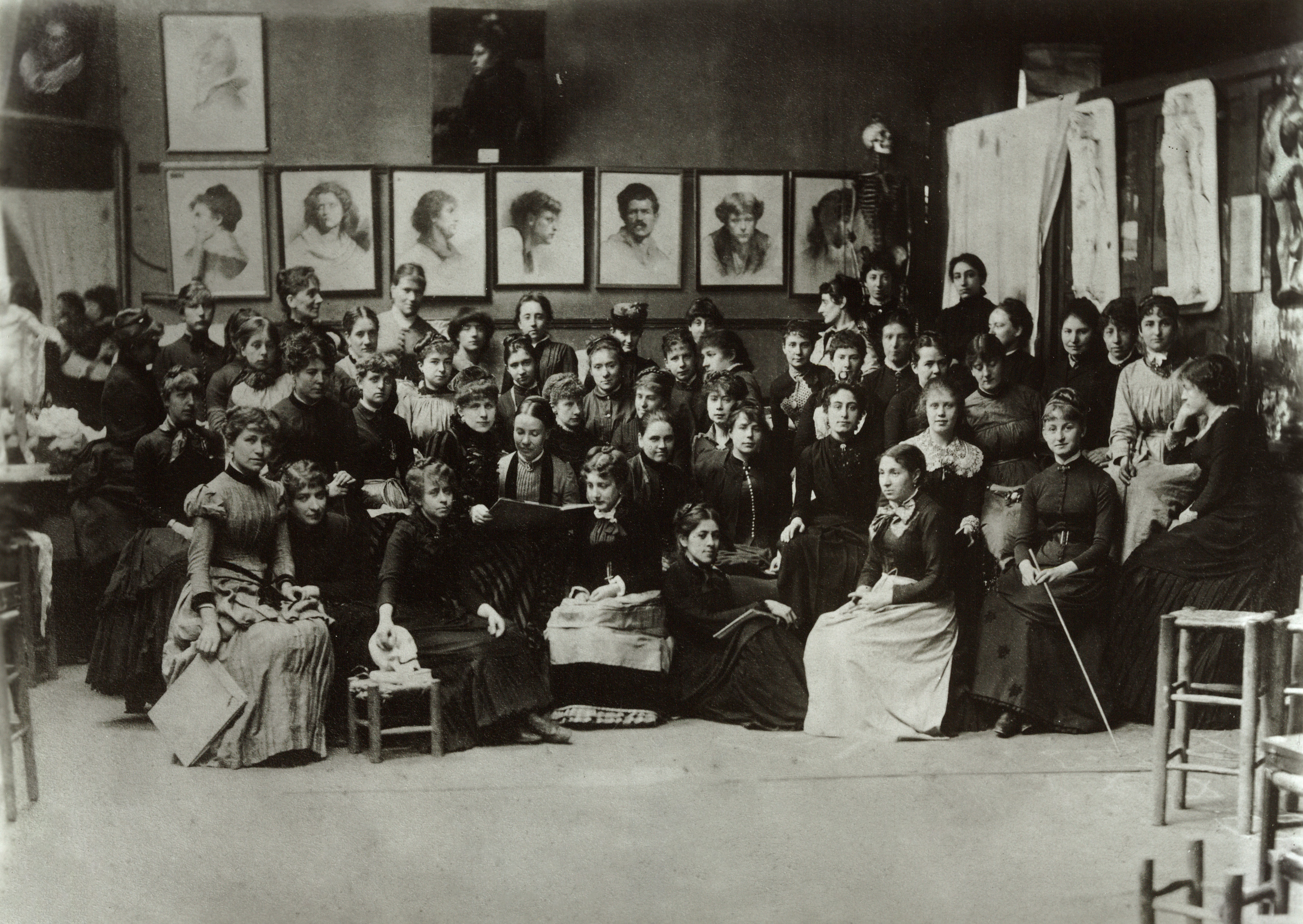
Un atelier femminile dell' académie Julian nel 1885 circa.

I bohèmien di Montmartre ogni anno davano molto risalto alle festività del carnevale e colsero subito l'occasione per dare altrettanta importanza al Bal des Quat'z'Arts, trasformando l'iniziale idea di Henri Guillaume, professore di architettura dell' École nationale supérieure des Beaux-Arts per gli studenti dei corsi della sua scuola. Il carnevale ogni anno aveva un tema diverso e così pure il ballo. Esso era considerato un "Saturnale rituale". Solitamente le ragazze che accompagnavano gli studenti al carnevale si dipingevano il corpo ed avevano costumi particolari. Il primo ballo di questo genere si tenne nel 1892 a Montmartre, ma si presentò di natura modesta se comparato ai successivi e venne considerato un vero successo.
Il secondo della serie di questi eventi si tenne il 9 febbraio 1893 al Moulin Rouge. Qui gruppi di modelle completamente nude apparvero durante la processione rituale. Ne seguì come era facile intuire un contenzioso legale. Sarah Brown (nata Marie o Marie-Florentine Roger o Royer), che poi fu modella per diversi pittori, venne arrestata in quel contesto e multata per atti osceni in luogo pubblico nel Bal des Quat'z'Arts del 1893. Questo fatto portò gli studenti del Quartiere Latino di Parigi a rivoltarsi in massa, soprattutto quando poi si diffuse la voce del suo suicidio.

## I preparativi

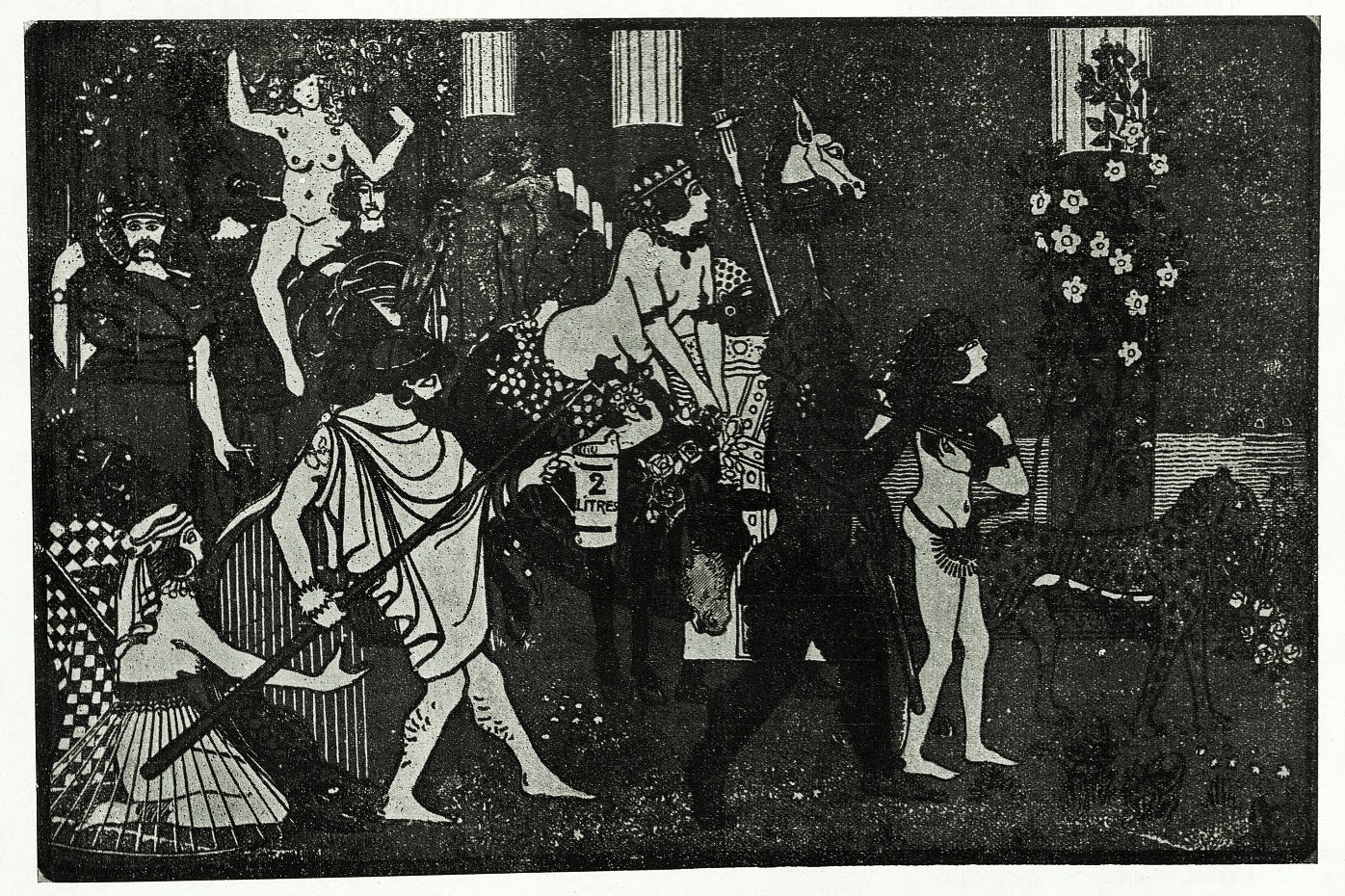
Biglietto d'invito al bal des Quat'z'Arts del 1907.

I preparativi per l'annuale festa da ballo impegnavano per mesi studenti e modelle, coinvolgendo anche diversi ateliers di artisti che decoravano scene, drappeggi ed oggetti per i cortei della rappresentazione. Vigeva uno stretto regolamento come quello pubblicato per il ballo del 1899:
"Bal Des Quat-z' Arts, Moulin Rouge, 21 aprile 1899. Le porte si apriranno alle 22.00 e chiuderanno a mezzanotte. Il documento di ammissione è strettamente personale e deve essere portato con sé da quanti decidano di partecipare al ballo. I partecipanti dovranno essere necessariamente mascherati, ma quanti non presenteranno l'invito saranno rifiutati all'ingresso. Il documento dovrà riportare il nome e la qualifica dell'artista e portare il timbro del suo atelier. Il costume è assolutamente necessario. Sono proibiti costumi da soldati e da monaco o da sacerdote. Se il tempo non fosse dei migliori, ai partecipanti è richiesto di attendere nelle loro carrozze perché non sarà possibile ammettere tutti col solo pretesto della pioggia, creando altresì una notevole confusione. Il buffet all'interno della sala sarà fornito per un numero di due persone a tessera. [...] I premi (champagne) saranno recapitati direttamente all'indirizzo dell'atelier di quanti si siano maggiormente distinti per meriti artistici o per bellezza dei propri costumi. Il nudo, come sempre, sarà proibito (!) La musica avrà una rilevanza fondamentale nella celebrazione. La commissione del 1899."

## Descrizione
Come si è potuto vedere ogni anno questa festa aveva alla propria direzione una giuria composta da pittori e scultori che aveva il compito di giudicare i costumi di ciascuna persona ammessa al ballo e potevano rifiutarne l'ingresso se l'abito non fosse stato appropriato all'occasione. I biglietti non erano cedibili ed era perciò difficile che vi fossero persone non studenti ammesse a partecipare a questo ballo. I balli, che proseguivano poi de facto sino all'alba, terminavano quasi sempre col grido comune "Lunga vita alle quattro arti!". Il ballo chiudeva definitivamente i battenti alle 7.00 del mattino e veniva seguito da una processione che dal Quartiere Latino conduceva poi verso il Louvre per poi passare sul Pont du Carrousel, sino al Teatro dell'Odéon dove infine il corteo si disperdeva.

## Revival moderno
Nel 2012 il Bal des Quat'z'Arts ebbe un revival per iniziativa di Nicolas Bourriaud che era all'epoca direttore dell' École des Beaux-Arts.